# Haidach (Pforzheim)
Haidach ist ein Satellitenstadtteil im Südosten Pforzheims. Der Stadtteil ist durch seine Aussichtslage auf dem Buckenberg, die angrenzenden Acker- und Waldflächen des Hagenschieß sowie die überwiegende, an die Berliner Gropiusstadt und ähnliche Siedlungen der 1960er-Jahre angelehnte, gelockerte Hoch- und Mehrfamilienhausarchitektur mit ausgedehnten Grünflächen geprägt. Der Stadtteil wurde im Lichte der Kriegszerstörungen Pforzheims und dem damit einhergehenden Wohnraummangel auf dem Reißbrett geplant und sollte, so die damalige Idee, einer gehobenen Mittelschicht familienfreundlichen, modernen Wohnraum im Grünen bieten. Der Haidach hat heute ca. 8.500 Einwohner, davon viele deutschstämmige Spätaussiedler aus ehemaligen Ostblockstaaten. Der Ausländeranteil lag 2011 bei 6 %.

Haidach
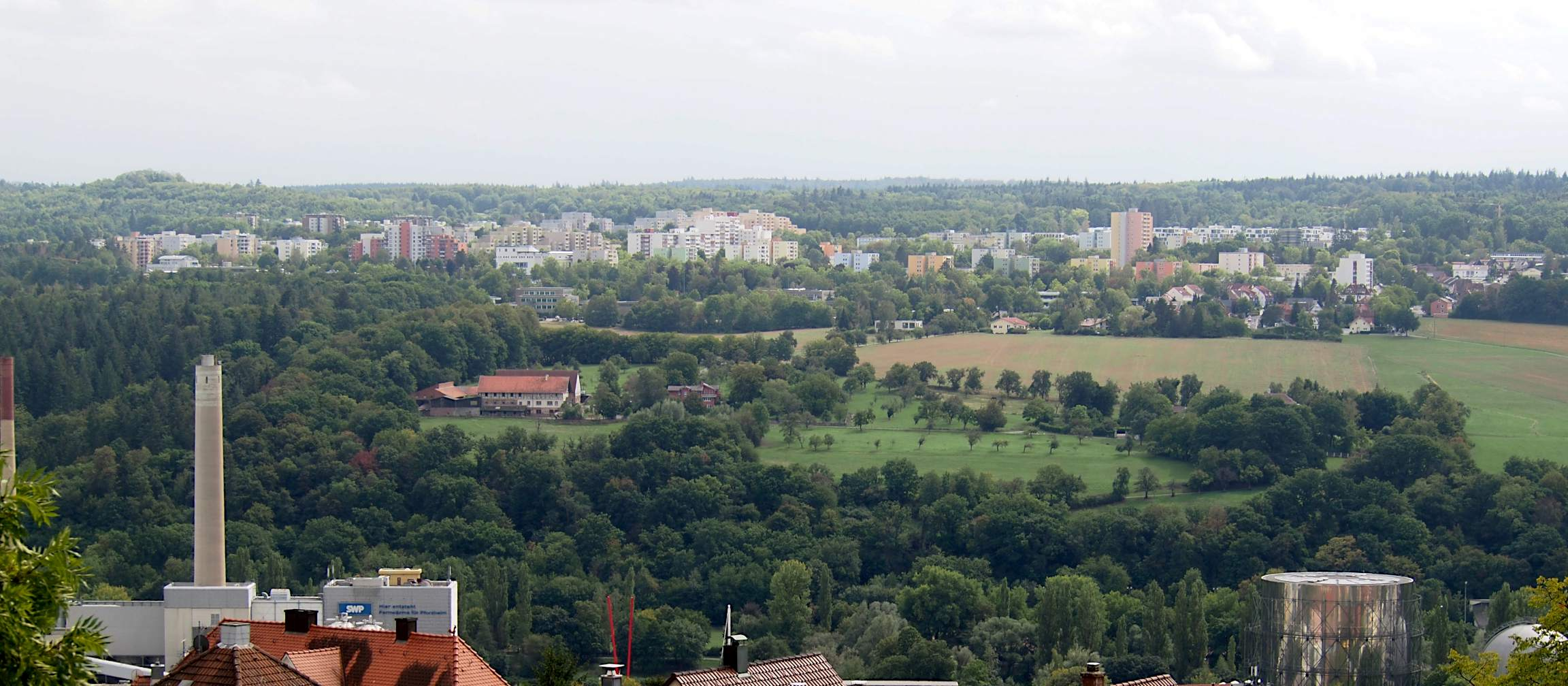
Oberhalb des Hofguts Buckenberg

## Politik
Die Gemeinderatswahl 2024 ergab im Wahlbezirk Buckenberg folgende Stimmverteilung:
| AfD                               | 49,2 % |
| CDU                               | 16,3 % |
| SPD                               | 4,6 %  |
| FDP                               | 4,0 %  |
| Zukunftsperspektive für Pforzheim | 3,9 %  |
| UB                                | 3,9 %  |
| Freie Wähler Vereinigung          | 2,7 %  |
| GRÜNE                             | 2,6 %  |
| Sarow Liste                       | 2,5 %  |
| FW                                | 2,1 %  |
| Die Linke                         | 1,8 %  |
| Grüne Liste                       | 1,7 %  |
| WiP                               | 1,3 %  |
| Frauenliste Pforzheim             | 1,0 %  |
| Team Todenhöfer                   | 1,0 %  |
| Bürgerliste Pforzheim             | 0,8 %  |
| Gemeinsam für Pforzheim           | 0,7 %  |

Bei der Bundestagswahl 2025 kam die AfD in diesem Wahlbezirk auf 57,25 %, die CDU auf 17,45 %, das BSW auf 5,79 %, die SPD auf 5,75 % der Zweitstimmen (Urnenwahlergebnis).

## Verkehr
Lange war Haidach nur über steile Straßen aus der Innenstadt erreichbar. Erst 2006 wurde mit der sog. zweiten Buckenbergauffahrt eine Verbindung für das wachsende Verkehrsaufkommen hergestellt; Richtung Osten kam eine Landstraße über das Gewerbegebiet Altgefäll zur neuen Autobahnanschlussstelle Pforzheim-Süd beim Nachbarort Wurmberg dazu.
Die Anbindung an den öffentlichen Verkehr erfolgt über die Stadtlinien 6 und 16 und über die Regionallinien 762 und 763.

## Kirchengemeinden
- St. Elisabeth (katholisch)
- Haidachgemeinde (evangelisch)

## Schulen
- Haidachschule (Grund- und Hauptschule mit Werkrealschule)
- Konrad-Adenauer-Realschule
- Johanna-Wittum-Schule (Berufsschule)
- Heinrich-Wieland-Schule (Berufsschule)
- Pestalozzischule (Sonderpädagogisches Bildungs- und Beratungszentrum)
- Gustav-Heinemann-Schule (Sonderpädagogisches Bildungs- und Beratungszentrum)

## Sportvereine
- FSV Buckenberg
- LC80 Pforzheim
- TTG/ESV Pforzheim-Haidach
- Ski-Club Pforzheim